# Halobates dianae
Halobates dianae Zettel, 2001 è un insetto della famiglia Gerridae, endemico delle Filippine.

## Descrizione
Sono insetti pattinatori di piccole dimensioni, lunghi 3,8-4,6 mm, con torace e addome di colore nero e arti giallastri sulla superficie ventrale.

## Distribuzione e habitat
L'areale di questa specie è ristretto alle acque costiere delle isole Luzon, Leyte e Ponson (Filippine).
Si trova prevalentemente in prossimità degli estuari dei fiumi, spesso in prossimità di mangrovie.